# Adélé Hassan Alili
Adélé Hassan Alili (née en Morée en 1808 et morte à Modon le 12 septembre 1832) est une jeune turque musulmane de Morée recueillie par Maurice Persat après la ruine de sa famille au cours de la guerre d'indépendance grecque et expatriée en France. 

## Biographie
Elle est la fille de l'aga de Léondari (dans l'actuel dème de Mégalopolis). Elle est capturée à 13 ans avec sa famille par les Grecs au début de la guerre d'indépendance et est recueillie ou achetée peu après la chute de Tripolizza par Maurice Persat, un officier français. Il l'emmène à Marseille avec lui en avril 1822. Un officier musulman du bey de Tunis, parent d'Adélé, propose de la racheter pour la ramener chez elle mais elle refuse et choisit de rester avec Persat qu'elle considère comme son maître et sauveur. Persat est contraint de quitter la France et il confie Adélé qui est alors enceinte de lui, au baron de Damas et à sa femme nommée Charlotte. Le baron et sa femme placent Adélé au couvent de la Visitation  près de la plaine Saint-Michel, dans le but de lui inculquer la religion catholique.  
Elle donne six mois après naissance à une petite fille, Adélaïde Maulin qui est abandonnée à l'Hospice des enfants abandonnés. Adélé, quant à elle, est envoyée dans un couvent après avoir été baptisée en 1823. Maurice Persat revient en France en 1827, mais la baronne lui refuse la main de la jeune fille, qui est maintenant sa filleule. Il ne peut l'épouser et récupérer sa fille qu'en 1831. Il récupère sa fille et épouse Adélé (sous le nom de Marie Angélique Adélaïde Charlotte Gialitopoulo) le 12 février 1831 à Bordeaux. Il les emmène ensuite en Morée, où il est chargé du commandement de la place de Modon. Adélé et sa fille meurent d'une pleurésie un an  plus tard.

## Dans la littérature
Alexandre Dumas, se serait, selon Pierre Échinard, inspiré de l'histoire d'Adélé, pour écrire le rôle de Haydée, beauté orientale fille d'Ali-pacha de Janina, personnage du Comte de Monte-Cristo. Dans le roman, elle est rachetée par Edmond Dantès alors qu'elle est vendue sur le marché de Constantinople à 13 ans.